# Anton Tamarut (1932.)
Msgr. Anton Tamarut (Novalja, 1. prosinca 1932. – Rijeka, 28. lipnja 2000.), hrvatski rimokatolički svećenik, šibenski biskup i posljednji riječko-senjski nadbiskup i metropolit Stric hrvatskoga rimokatoličkog svećenika, teologa i pjesnika Antona Tamaruta, kojeg je osobno zaredio za svećenika.

## Životopis
Rođen u Novalji. Za svećenika je zaređen 1957. godine. Za biskupa su ga zaredili kardinal Franjo Kuharić, a suzareditelji bili su Karmelo Zazinović i Josip Arnerić. Šibenski biskup od 1986. do 1988. godine. Na mjestu biskupa naslijedio je Josipa Arnerića. Do pred kraj 1987. bio je šibenski biskup. Od 4. prosinca 1987. je biskup koadjutor Riječko-senjskog nadbiskupa. Godine 1988. umjesto Tamaruta šibenski je biskup Srećko Badurina. Riječko-senjski nadbiskup od 1990. godine. Naslijedio je na tom mjestu Josipa Pavlišića. Nadbiskup je bio do 2000. godine, kad je papa Ivan Pavao II. osnovao od Riječko-senjske nadbiskupije dvije jedinice, Gospićko-senjsku biskupiju i Riječku nadbiskupiju. Riječki nadbiskup bio je do smrti.  Osnivanje Gospićko-senjske biskupije Anton Tamarut je još krajem 1997. obrazložio u prijedlogu. 
Godine 1998. suzareditelj biskupa Ivana Milovana i Valtera Župana. Godine 2000. glavni zareditelj biskupa Mile Bogovića.